# Дережичи
Дережичи (укр. Дережичі) — село в Дрогобычской городской общине Дрогобычского района Львовской области Украины.
Население по переписи 2001 года составляло 1138 человек. Занимает площадь 25 км². Почтовый индекс — 82119. Телефонный код — 3244.